# Kief
Kief – miasto w Stanach Zjednoczonych, w stanie Dakota Północna, w hrabstwie McHenry.